# Route 51 (Oman)
Die Route 51 oder R51 ist eine Fernstraße im Sultanat Oman auf der Insel Masira. Die Fernstraße führt vom Hauptort Hilf rund um die Insel.